# Charles Fergusson, 7. baronet
General Sir Charles Fergusson, 7. baronet GCB, GCMG, DSO, MVO, * 17. januar 1865, † 20. februar 1951.
Bil je tretji generalni guverner Nove Zelandije med letoma 1924 in 1930.

## Življenje
Izobrazbo je prejel na Kolidžu Eton in na Kraljevi vojaški akademiji Sandhurst. 
Leta 1883 se je pridružil Grenadirskim gardistom in v letih 1890–1894 je postal bataljonski adjutant. Naslednje leto je bil dodeljen egipčanski vojski, v sestavi katere je bil nameščen v Sudanu (1896–98). Leta 1899 je postal poveljnik 15. sudanskega polka, naslednje leto poveljnik Omdurmskega okrožja, leta 1901 generaladjutant egipčanske vojske, leta 1904 poveljnik 3. bataljona Grenadirskih gardistov, in leta 1907 je bil premeščen v generalštab Irskega poveljstva. V letih 1909–1913 je bil inšpektor pehote. Udeležil se je bojev med prvo svetovno vojno in po vojni je bil eno leto vojaški guverner okupiranega nemškega ozemlja. Iz vojaške službe se je upokojil leta 1922.
Med letoma 1924 in 1930 je bil generalni guverner Nove Zelandije in vrhovni poveljnik Nove Zelandije.
V tej vlogi je bil udeležen tudi v železniški nesreči 20. junija 1929, ki se je zgodila po potresu.
Med letoma 1937 in 1951 (do smrti) je bil tudi Lord poročnik Ayrshira.

## Družina
18. julija 1901 se je poročil z Lady Alice Mary Boyle, hčerko Davida Boyla, 7. vojvoda Glasgowa (ki je bil tudi guverner Nove Zelandije), s katero je imel pet otrok:
- Helen Dorothea Fergusson (1902–?),
- Sir James Fergusson, 8. baronet (1904–1973),
- Reverend Simon Charles David Fergusson (1907–1982),
- brigadir Bernard Edward Fergusson, Baron Ballantrae (1911–1980) in
- Charles Fergusson (1917–1917)[5].

Njegov oče, James Fergusson, je bil guverner in njegov sin, Bernard, pa je bil tudi generalni guverner Nove Zelandije.